# She Wolf (Falling to Pieces)
"She Wolf (Falling to Pieces)" là một ca khúc của nam DJ/nhà sản xuất âm nhạc người Pháp David Guetta, hợp tác với nữ ca sĩ thu âm người Úc Sia. Ca khúc được chọn làm đĩa đơn thứ bảy trích từ album Nothing but the Beat, hoặc có thể coi nó như là đĩa đơn đầu tiên của Nothing but the Beat 2.0, album phát hành lại của Nothing but the Beat. Ca khúc được phát hành kỹ thuật số vào ngày 21 tháng 8 năm 2012.

## Bối cảnh
Trước khi "She Wolf (Falling to Pieces)" được phát hành vào ngày 21 tháng 8 năm 2012, một EP với hai bản phối khí của Michael Calfan, Sandro Silva và một bản mở rộng được phát hành độc quyền trên Beatport vào ngày 7 tháng 8 năm 2012. Đĩa đơn CD và 12" vinyl của "She Wolf (Falling to Pieces)" được phát hành ở Đức vào ngày 24 tháng 8 năm 2012. Đĩa đơn này được phát hành ở Anh vào ngày 10 tháng 9 năm 2012, cùng ngày phát hành với album Nothing but the Beat 2.0. Tại đây, ca khúc đã lọt vào bảng xếp hạng UK Singles Chart tại vị trí #8.

## Danh sách ca khúc
- Tải kỹ thuật số

1. "She Wolf (Falling to Pieces)"  – 3:42

- EP kỹ thuật số

1. "She Wolf (Falling to Pieces)" (Michael Calfan Remix) – 6:00
2. "She Wolf (Falling to Pieces)" (Sandro Silva Remix) – 4:47
3. "She Wolf (Falling to Pieces)" (Extended Mix) – 4:59

- Đĩa CD ở châu Âu / Anh[4]

1. "She Wolf (Falling to Pieces)" (Michael Calfan Remix) – 6:00
2. "She Wolf (Falling to Pieces)" (Sandro Silva Remix) – 4:47
3. "She Wolf (Falling to Pieces)" (Extended Mix) – 4:59
4. "She Wolf (Falling to Pieces)" (Album Version) - 3:42

- Đĩa 12" vinyl ở châu Âu / Anh[3]

1. "She Wolf (Falling to Pieces)" (Michael Calfan Remix) – 6:00
2. "She Wolf (Falling to Pieces)" (Extended Mix) – 4:59
3. "She Wolf (Falling to Pieces)" (Sandro Silva Remix) – 4:47

## Xếp hạng và chứng nhận

### Xếp hạng
| Bảng xếp hạng (2012)                               | Vị trí cao nhất |
| -------------------------------------------------- | --------------- |
| Úc (ARIA)                                          | 11              |
| Áo (Ö3 Austria Top 40)                             | 3               |
| Bỉ (Ultratop 50 Flanders)                          | 8               |
| Bỉ (Ultratop 50 Wallonia)                          | 5               |
| Canada (Canadian Hot 100)                          | 35              |
| Cộng hòa Séc (Rádio Top 100)                       | 12              |
| Đan Mạch (Tracklisten)                             | 7               |
| Phần Lan (Suomen virallinen lista)                 | 5               |
| Pháp (SNEP)                                        | 4               |
| Đức (GfK)                                          | 3               |
| Hungary (Dance Top 40)                             | 14              |
| Hungary (Rádiós Top 40)                            | 14              |
| Ireland (IRMA)                                     | 6               |
| Israel (Media Forest)                              | 2               |
| Ý (FIMI)                                           | 6               |
| Hà Lan (Dutch Top 40)                              | 11              |
| New Zealand (Recorded Music NZ)                    | 19              |
| Na Uy (VG-lista)                                   | 4               |
| Scotland (OCC)                                     | 4               |
| LỖI: PHẢI CUNG CẤP year CHO BẢNG XẾP HẠNG Slovakia | 5               |
| Spain (PROMUSICAE)                                 | 13              |
| Thụy Điển (Sverigetopplistan)                      | 6               |
| Thụy Sĩ (Schweizer Hitparade)                      | 4               |
| Anh Quốc Dance (OCC)                               | 1               |
| Anh Quốc (OCC)                                     | 8               |
| US Hot Dance Club Songs (Billboard)                | 1               |

### Chứng nhận
| Quốc gia                                 | Chứng nhận | Số đơn vị/doanh số chứng nhận |
| ---------------------------------------- | ---------- | ----------------------------- |
| Ý (FIMI)                                 | Bạch kim   | 30.000*                       |
| * Chứng nhận dựa theo doanh số tiêu thụ. |            |                               |

## Lịch sử phát hành
| Quốc gia | Ngày                | Định dạng             | Hãng đĩa |
| -------- | ------------------- | --------------------- | -------- |
| Pháp     | 21 tháng 8 năm 2012 | Tải kỹ thuật số       | EMI      |
| Na Uy    | 21 tháng 8 năm 2012 | Tải kỹ thuật số       | EMI      |
| Mỹ       | 21 tháng 8 năm 2012 | Tải kỹ thuật số       | EMI      |
| Đức      | 24 tháng 8 năm 2012 | Đĩa đơn CD, 12" vinyl | EMI      |
| Pháp     | 3 tháng 9 năm 2012  | Đĩa đơn CD, 12" vinyl | EMI      |
| Ý        | 9 tháng 9 năm 2012  | Đĩa đơn CD, 12" vinyl | EMI      |
| Anh      | 10 tháng 9 năm 2012 | Đĩa đơn CD, 12" vinyl | EMI      |